# 羅賓·丹尼爾·斯金納
羅賓·丹尼爾·斯金納 （英語：Robin Daniel Skinner，1998年12月15日—），亦即是 Cavetown，是一名英國創作歌手、音樂製作人及YouTuber。他的音樂風格混集了獨立搖滾、獨立流行以及臥室流行的元素，並以醇美溫和的烏克麗麗民謠為主。在2020年8月，他在Spotify累積了440萬每月聽眾。 他於2012年11月所啟用的YouTube頻道，在2021年2月達到157萬訂閱人數，以及1億9057萬的總觀看次數。 斯金納並於2020年3月發佈第四張名為《Sleepyhead》的錄音室專輯。

## 早期的生活
斯金納在1998年12月15日出生於英國牛津，於八歲移遷英國劍橋。 受到父親的啟發而對音樂產生興趣。父親大衛·斯金納（David Skinner）是位音樂學家與合唱團總監，於斯金納八歲時教他彈奏木吉他。 他的母親是位巴洛克長笛演奏家也是音樂老師。於2010年到2015年期間，他曾就讀於帕克賽德社區學院，並直至2017年就讀於希爾斯路高中。

## 職業生涯

### 2012—2015：YouTube與Bandcamp
斯金納於2012年11月開始了他的YouTube頻道，並於2013年10月上傳了他的第一支影片，內容為一首原創歌曲《Haunted Lullaby》。 斯金納於2013年創作及錄製第一首歌曲名為《Rain》。 不久之後，斯金納於十四歲在Bandcamp發佈他的第一張專輯，名為《Everything Is Made of Clouds》。 斯金納其後兩年繼而在Bandcamp發佈了《Gd Vibes》、《Nervous Friends // Pt. 1》、《Balance》（亦稱《brother》）以及 《Everything is Made of Stars》以上的歌曲。 評論家表示他們在《Gd Vibes》感受到「對無知的接受」。 斯金納在2015年8月發佈首張面市單曲《This Is Home》， 並於2015年11月發佈首張同名專輯。 評論家形容專輯《Cavetown》折衷了原音樂以及電子音樂。 斯金納亦於他的YouTube頻道繼而發佈翻唱歌曲，例如Pinegrove、Twenty One Pilots以及Joji的歌曲。

### 2016—2018：《16/04/16》與《Lemon Boy》
在2016年，斯金納發佈了第二張錄音室專輯《16/04/16》。　此專輯混合了「溫暖、悅耳的臥室流行」以及「低傳真獨立搖滾」的音樂風格。　而此專輯是為了獻給斯金納的童年朋友Jack Graham，該童年朋友因白血病在專輯標題中的日期去世。他將專輯百分之六十的收益捐贈到英國癌症研究。　
在2017年4月，當斯金納仍就讀預科學校，他進入劍橋樂隊的總決賽，並贏得最佳聲樂演繹，亦在歌曲創作方面獲得金佰利·魯獎。在同年的6月，亦在名為Strawberry Fair的音樂節演出。在2018年，他發佈了第三首專輯《Lemon Boy》。此專輯到2020年8月在Spotify累積了5400萬的播放次數，以及在YouTube上達到1500萬的觀看次數。

### 2019—現在：《Animal Kingdom》、《Sleepyhead》與《Man’s Best Friend》

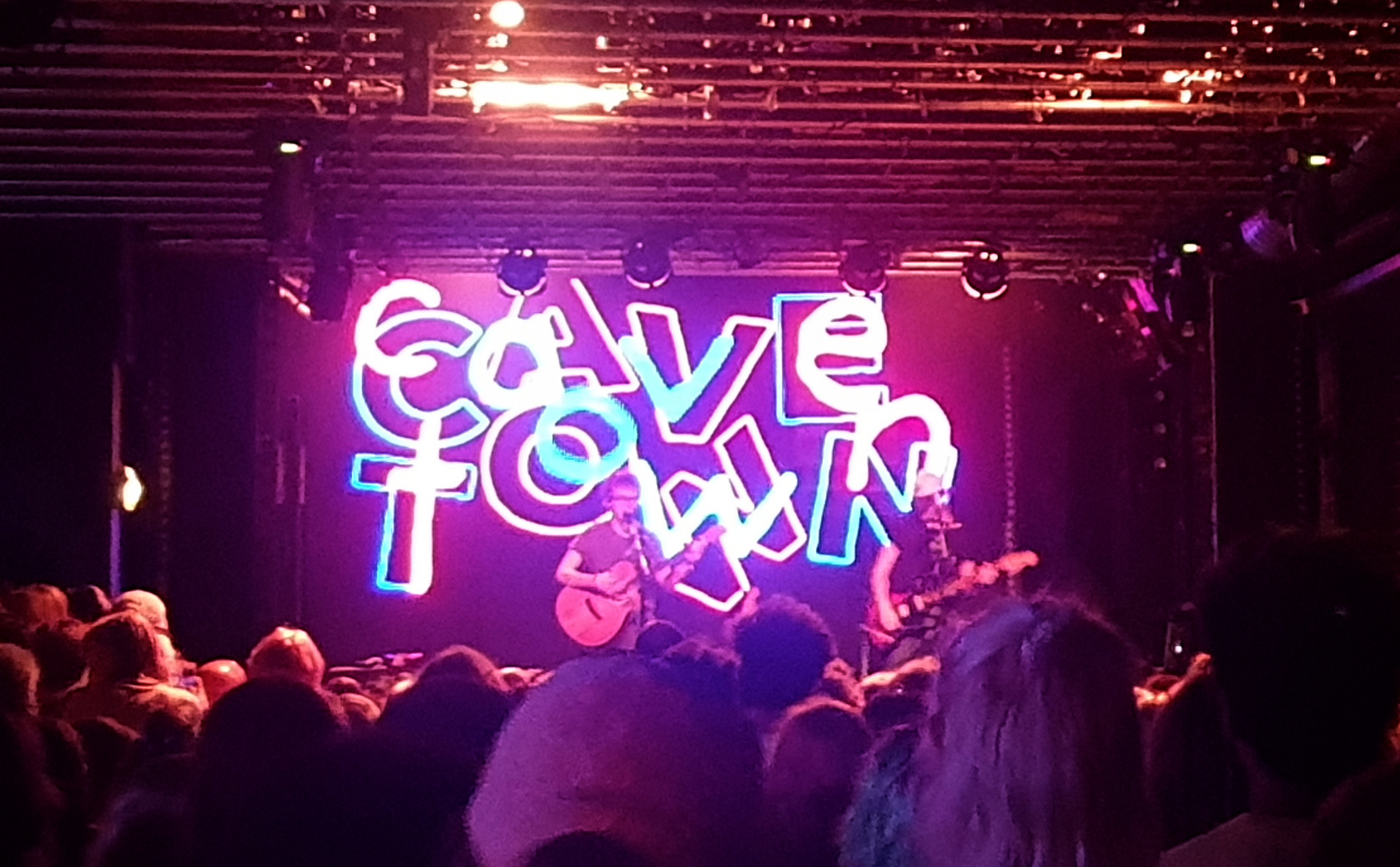
在2019年8月Cavetown於維也納演出

在2019年，斯金納發佈了五首由多名歌手合發的單曲，其後將單曲編輯到《Animal Kingdom》的混音帶之中，該混音帶包含了十條翻唱及原創單曲音軌，其中有Sidney Gish、Simi、Chloe Moriondo以及Spookyghostboy的客串演出。 他製作了mxmtoon的單曲《Prom Dress》，並曾在Spotify獲得800萬的播放次數，在影片交流平台TikTok亦曾被超過10萬條影片使用。 同時該單曲亦在mxmtoon首次發行的專輯《The Masquerade》被精選，而此專輯也是由斯金納製作。
在2021年6月，斯金納發佈了《Man‘s Best Friend》的迷你專輯。

## 外部連結
- 官方網站 （页面存档备份，存于）